# Ouïezd de Pavlovo
L'ouïezd de Pavlovo (Павловский уезд) est une ancienne subdivision administrative de là RSFSR qui dépendait du gouvernement de Nijni Novgorod et qui exista de 1918 à 1929. Son chef-lieu était la ville de Pavlovo.

## Histoire
Cette subdivision a été formée en 1918 par le transfert de son chef-lieu de Gorbatov à Pavlovo et donc de son changement de nom.
Le 14 janvier 1929, l'ouïezd est supprimé et la plus grande partie de son territoire entre dans le nouveau raïon de Pavlovo de l'oblast de Nijni Novgorod.

## Structure territoriale
Il y avait huit volosts dans ce territoire en 1926 ; celles de :
- Bogorodsk
- Vorsma
- Gorbatov
- Pavlovo
- Panine
- Salavirsk
- Sosnovskoïe
- Khvochtchiovka

## Population
Au recensement de 1926, l'ouïezd comptait une population de 174 694 habitants, dont 43 207 en ville et 131 487 à la campagne (5 villes et 367 villages).